# 渡部純平
渡部 純平（わたなべ じゅんぺい、1988年11月3日 - ）は、日本のモデル。秋田県潟上市出身。所属事務所はHONEST（オネスト）。身長182cm。2015年 第3代ミスター・ジャパンに選ばれデビュー。

## 略歴・人物
2011年3月千葉商科大学商経学部経営学科卒業。大学卒業後、ファッション誌のオーディションに合格したのを機にモデルとして活動を開始。
2015年3月12日、美男コンテスト「ミスター・ジャパン」に出場。応募者約800人の中から書類審査・オーディションを経て代表選考会で9名のファイナリストの中から第3代ミスター・ジャパンに選ばれデビューした。

### 学歴
- 潟上市立羽城中学校 卒業
- 秋田県立秋田西高等学校卒業
- 千葉商科大学卒業

## エピソード
- 「小学生ぐらいのときは肥満児で、おなかまわりにコンプレックスがあったのですが、今日は自信をもって腹筋が武器だと言えます」[2]と語っている。

## 出演

### テレビ
- 「ラブライアー」／2016年、日本テレビ
- 「ヒルナンデス!」／2017年、日本テレビ

### スチール広告出演
- 洋服の青山
- プーマ

### 舞台
- "STRAYDOG" 30th Anniversary Produce「嫌われ松子の一生」（2023年11月29日 - 12月3日、シアターグリーン BIG TREE THEATER）[3]

### CM
- メルカリ
- ミサワホーム

### 雑誌
- 「Fine」 - 日之出出版 2011〜2014専属モデル
- JJ (雑誌) - 光文社
- Oggi - 小学館
- CanCam - 小学館

### ドラマ
- ミス・ターゲット 第1話（2024年4月21日、朝日放送・テレビ朝日） - 警察官 役[4]